# Bill Quash
William Francis Patterson Quash, detto Bill (Barking, 27 dicembre 1868 – Barking, 17 maggio 1938), è stato un calciatore e crickettista inglese.
Partecipò ai Giochi olimpici di Parigi 1900, con l'Upton Park, nel torneo calcistico, riuscendo a vincere la medaglia d'oro.
Quash giocò anche a cricket per il Barking CC.